# Brotherella nictans
Brotherella nictans är en bladmossart som beskrevs av Brotherus 1925. Brotherella nictans ingår i släktet Brotherella och familjen Sematophyllaceae. Inga underarter finns listade i Catalogue of Life.